# Incilius alvarius
Incilius alvarius (Sinonimi: Bufo alvarius, Cranopsis alvaria, Ollotis alvaria, Phrynoidis alvarius /Hrvatskog naziva nema, a u drugim jezicima poznata je kao sonoran desert toad i colorado river toad (engleski) i Sapo del desierto-sonorense (španjolski),/ vrsta sjevernoameričke otrovne žabe roda Bufo, porodice Bufonidae raširene u polupustinjskim i pustinjskim krajevima na američkom jugozapadu u području rijeke Colorado i sjevernom Meksiku. Najpoznatija je po tome što joj koža sadržava vrlo snažan psihodelički triptamin 5-MeO-DMT i bufotenin. Hrani se malenim glodavcima, insektima i reptilima. 

## Vanjske poveznice
- Bufo alvarius: The Psychedelic Toad of the Sonoran Desert
- slike